# Maratontabell
Maratontabell, sammanräkning av placeringar eller poäng över flera säsonger av ett återkommande arrangemang, till exempel en årlig serie eller ett sportevenemang. Exakt hur poängen beräknas i en maratontabell varierar från fall till fall och ibland till och med från år till år.